# みどり湖
みどり湖（みどりこ）は、長野県塩尻市にある湖。信濃川水系田川に建設されたダムによって形成されるダム湖（人造湖、ため池）である。

## 歴史
1932年（昭和7年）、塩尻町（現・塩尻市）では125ヘクタールの農地に供給する農業用水を確保するため、田川浦溜池（たがわうらためいけ、田川浦湖とも）を完成させた。しかし、その貯水量は2万6,000立方メートルと決して満足する規模であったとは言えず、より大規模なため池の建設が望まれていた。
長野県はこうした地元からの強い要望に応え、新たなため池の建設を土地改良事業として計画。これは既設の田川浦溜池の近傍に、新たに貯水量27万5,000立方メートルの向坂溜池（むこうざかためいけ）を建設するというものであった。1948年（昭和23年）、塩尻町議会での議決をもって同年の末に起工。過去の記録より1951年（昭和26年）度3月議会において竣工式の挙行が議決していることから、1952年（昭和27年）春ごろ竣工したものと考えられている。
この向坂溜池がみどり湖と呼ばれるようになったのは、1958年（昭和33年）以来のことである。もともと農業用水の確保を目的としていたものの、やがて夏になると湖面にボートが浮かべられるようになり、また冬になると結氷した湖面をスケートリンクとして利用されるようになり始めるなど、次第に観光地としての側面を強めていった。地元観光協会はいっそうの観光利用を促すため、ため池の名称を改めることを提案。公募により「みどり湖」が新名称として選出され、これに決定した。
その後、1983年（昭和58年）に長野県営溜池等老朽施設整備事業が着手された。完成から年月が経過し老朽化したみどり湖を修繕する事業であり、このとき新設された設備としてダム脇の余水路がある。最近では湖水の水質浄化事業も行われており、ばっ気装置によって湖水をかくはんするレイクリフター工法を運用している。また、堰堤直下の水辺ではボランティアがゲンジボタルの保護を行っており、塩尻市の「ふるさとの水20選」のひとつに定められた。

## 周辺

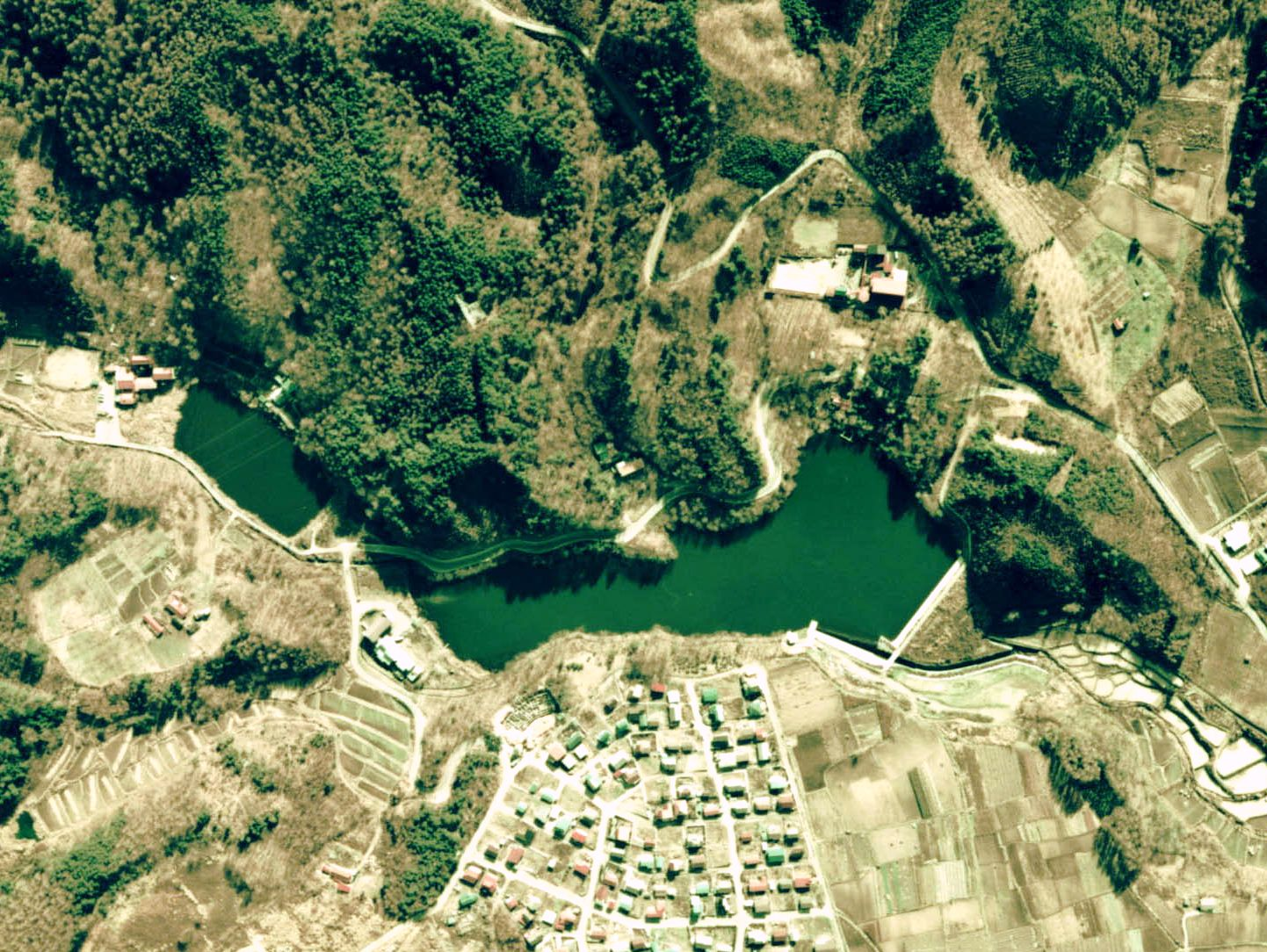
みどり湖・田川浦湖空撮。画像下方が北。
中央の大きな湖がみどり湖で、左の小さな池が田川浦湖である。

JR中央本線および篠ノ井線・塩尻駅から塩尻市地域振興バス、北小野線に乗車し、「みどり湖口」バス停にて下車。みどり湖駅前にあるバス停からも乗車可能。オンデマンドバスのるーとであれば「みどり湖花公園」までも利用可能。2023年（令和5年）3月31日まではみどり湖・東山線に乗車し、「みどり湖花公園」バス停にて下車することでアクセス可能だった。湖の端からみどり湖駅までは約1kmほど離れている。みどり湖周辺は公園として整備されており、花畑やミズバショウ園、釣り場、ボート乗り場などがある。近傍にはみどり湖温泉やマレットゴルフ場があり、中央自動車道 塩尻インターチェンジにも近い。塩尻市の観光名所をよりすぐった「わがまち塩尻30選」のひとつにも定められている。
国道20号（塩尻バイパス）沿いの都市公園小坂田公園にも小坂田の池という池があるが、これも農業用水のため池である。こちらはさらに歴史が古く、江戸時代前期に築かれたものであるといわれている。

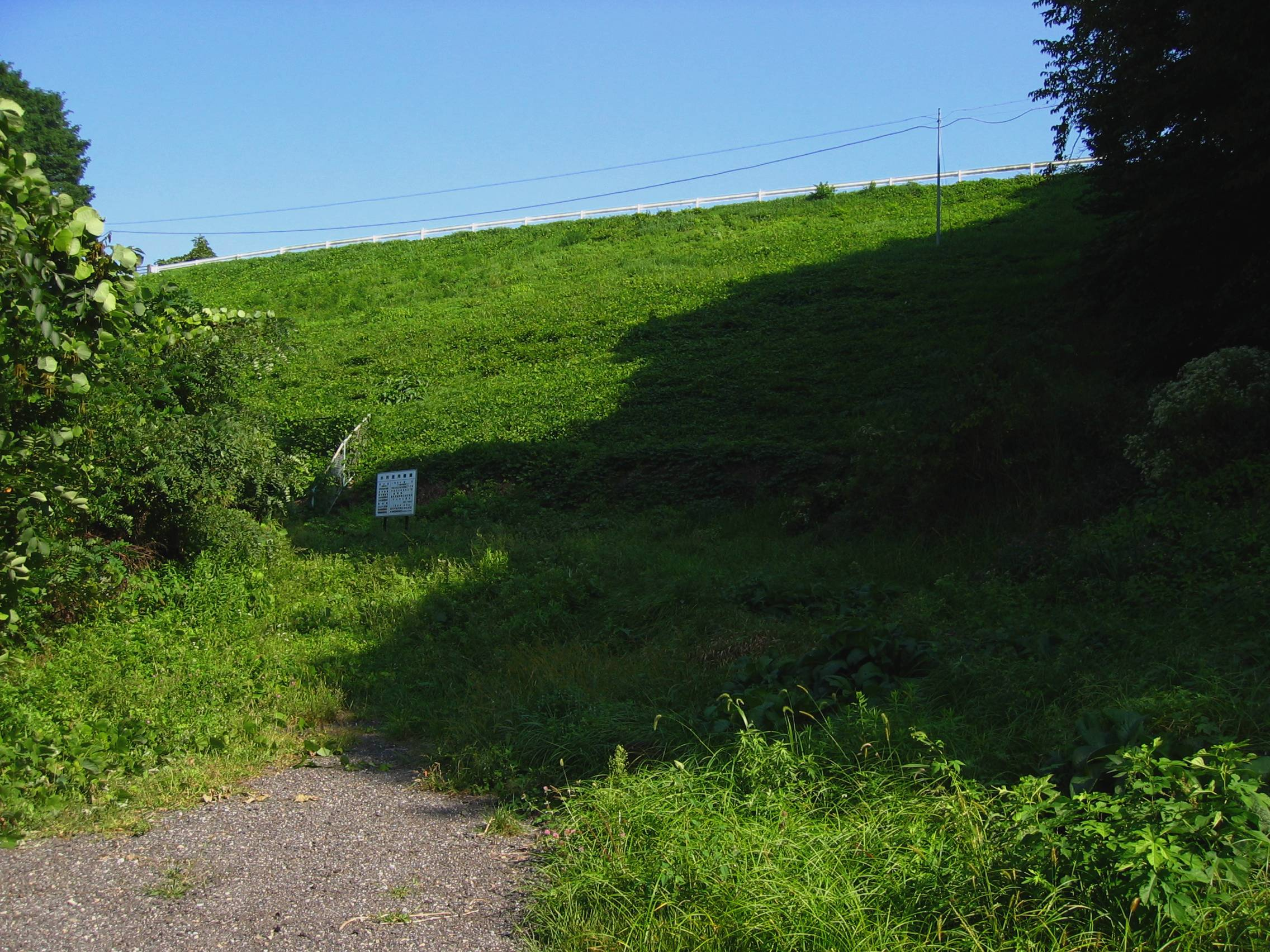
堰堤 表面は草に覆われている。
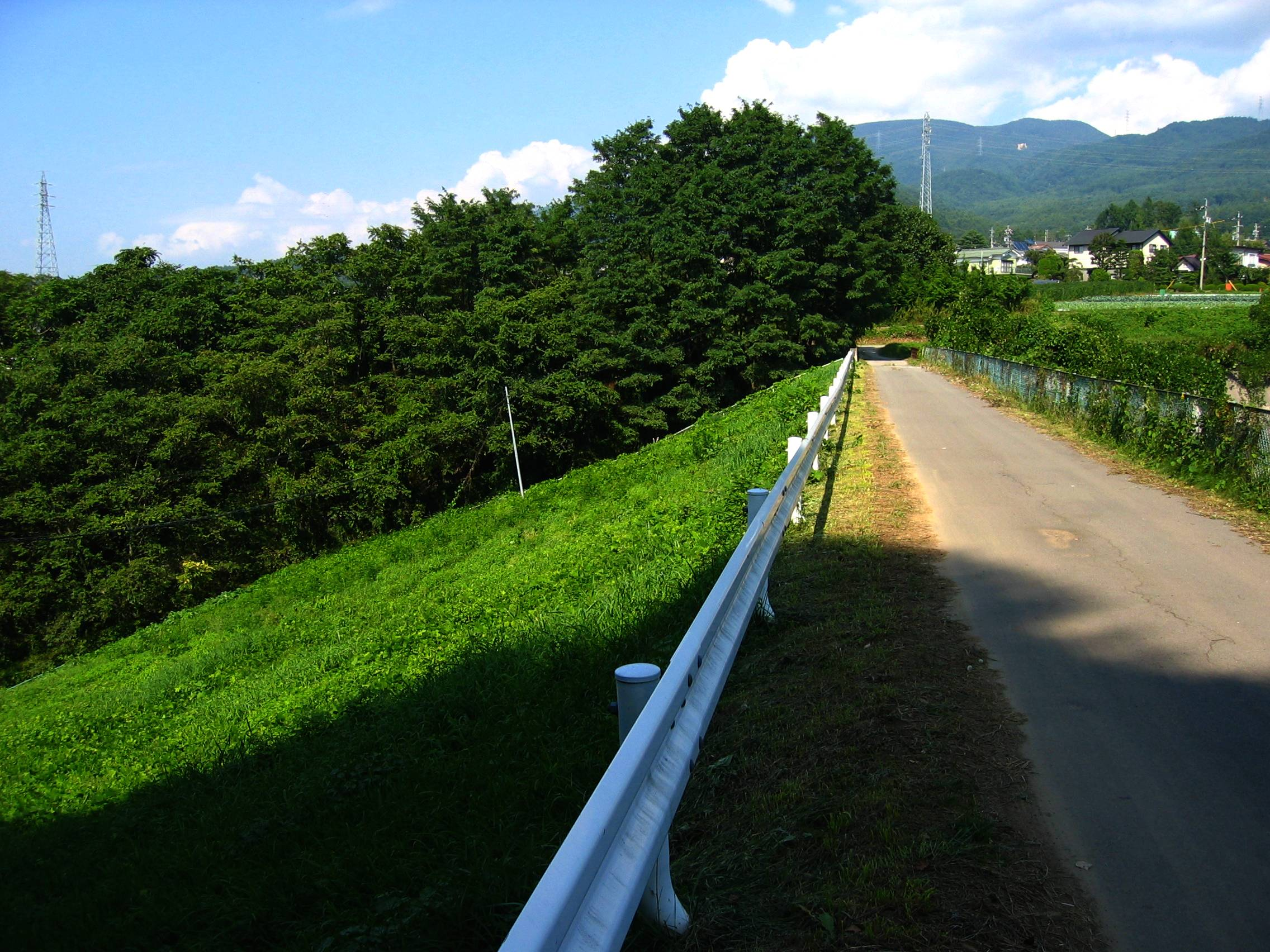
堤頂道路 道幅は乗用車が一台通れる程度。
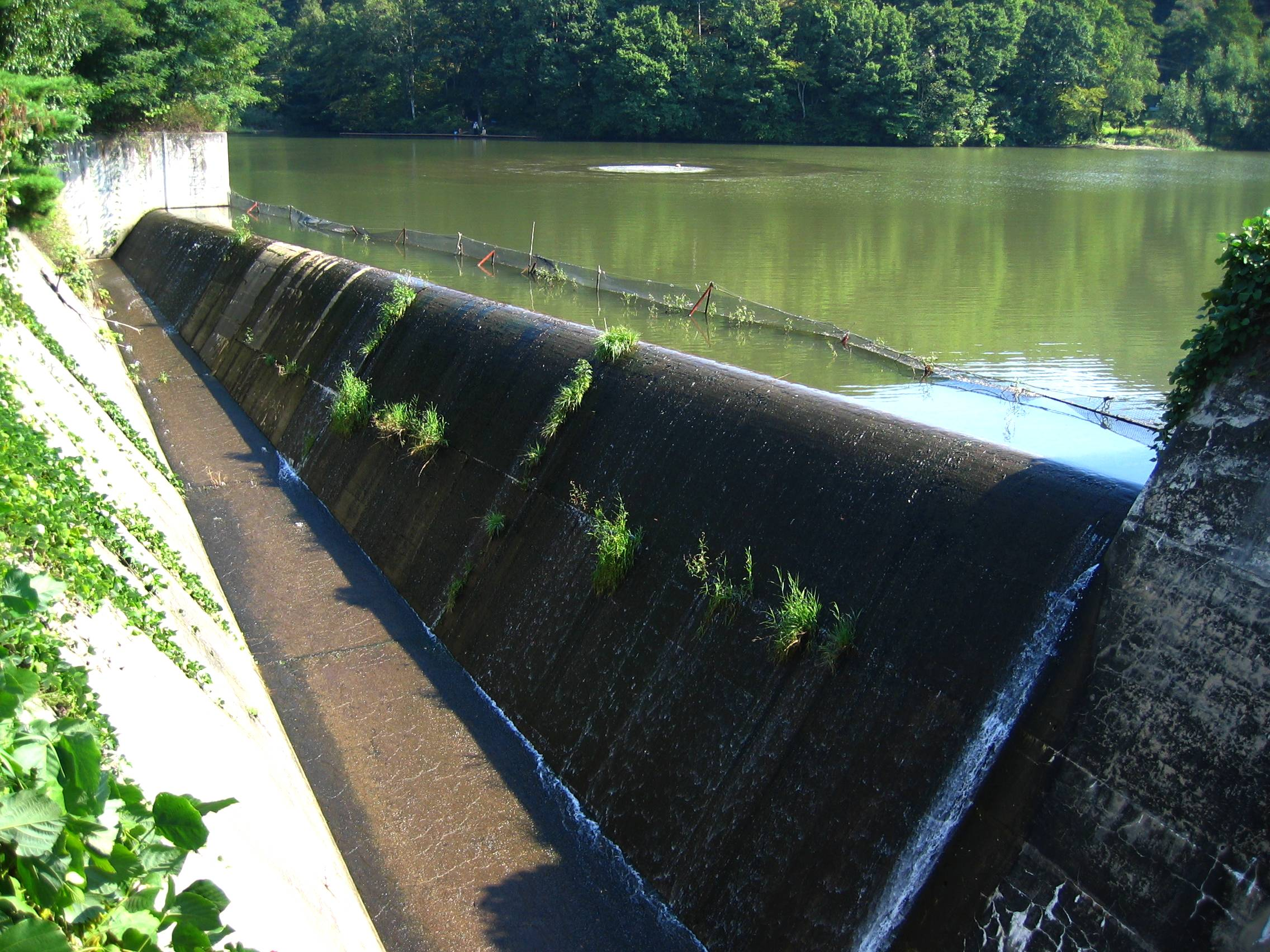
余水路

## 地名としてのみどり湖
塩尻市の大字で1997年10月30日に大字塩尻町、大字柿沢、大字金井及び大字上西条の各一部から分立。みどり湖畔北側に広がる住宅地となっている。地区の人口は約300人。

### 小・中学校の学区
市立小・中学校に通う場合、学区は以下の通りとなる。
| 地区         | 小学校               | 中学校             |
| ------------ | -------------------- | ------------------ |
| 大字みどり湖 | 塩尻市立塩尻東小学校 | 塩尻市立塩尻中学校 |